# Моран, Исабель
Исабель Моран (порт. Isabel Mourão; 25 января 1932, Сан-Паулу — 13 мая 2016, Сан-Жуан-дел-Рей) — бразильская пианистка.
Училась у Диноры де Карвалью, Жозе Клиасса, Магдалены Тальяферро, затем в Париже у Изидора Филиппа. В 1946 году дебютировала на концертной сцене в Рио-де-Жанейро, в том же году вошла в десятку финалистов Международного конкурса Маргерит Лонг и Жака Тибо.
На протяжении 1950-х гг. выступила с серией концертов в США, получив скорее положительные отзывы критики. В 1960 году приняла участие в Фестивале музыки западного полушария (англ. Festival of Western Hemisphere Music), проводившемся в Филадельфии Жанной Беренд.
Выпустила в Бразилии альбом фортепианных пьес Камарго Гварньери (1965), записала для радио ряд произведений своей наставницы Диноры де Карвалью. Сохранился ряд концертных записей Моран с произведениями Вольфганга Амадея Моцарта и Эдварда Грига. В дальнейшем занималась педагогической работой, среди её учеников Наим Марун.